# Buderaż (rejon dubieński)
Buderaż (ukr. Будераж) – wieś w rejonie dubieńskim obwodu rówieńskiego, położona na terenie powczańskiej silskiej rady. Miejscowość założona w 1583 r. W II Rzeczypospolitej Buderaż należał do gminy Werba w powiecie dubieńskim.